# Baranavická oblast
Baranavická oblast (bělorusky Баранавіцкая вобласць, rusky Барановичская область) byla správní jednotkou na území Běloruské SSR, která existovala od 4. prosince 1939 do 8. ledna 1954, kdy byla v rámci sjednocování oblastí zrušena.
Nacházela ve střední a jihozápadní části Běloruska. Administrativním centrem bylo město Baranavičy. Oblast měla k 1. lednu 1947 rozlohu 13,7 tisíc km².

## Historie
Oblast byla založena nařízením předsednictva Nejvyššího sovětu SSSR ze 4. prosince 1939 na území bývalého Nowogródeckého vojvodství Druhé republiky po přistoupení západního Běloruska k běloruské SSR.
Dne 15. ledna 1940 byly nařízením předsednictva Nejvyššího sovětu SSSR zavedeny nové správními celky, osm polských dřívějších povětů bylo zrušeno a ty byly nahrazeny 26 rajóny.
Od června 1941 do července 1944 byla oblast obsazena nacistickým Německem, po znovudobytí Rusou armádou bylo území pod sovětskou správou obnoveno.
Dne 8. ledna 1954 byla nařízením předsednictva Nejvyššího sovětu SSSR oblast zrušena a administrativní rajóny byly začleněny do Brestské, Hrodenské, Minské a Maladzečněnské oblasti. Město Baranavičy se stalo součástí Brestské oblasti.
Baranavická oblasti hraničila na severu s Litevskou SSR a Vilejskou oblastí v Bělorusku, východně se rozkládala Minská oblast, na jihu Pinská a na západě Brestská a Bělastocká oblast.

## Rozdělení na rajóny

### Rok 1939

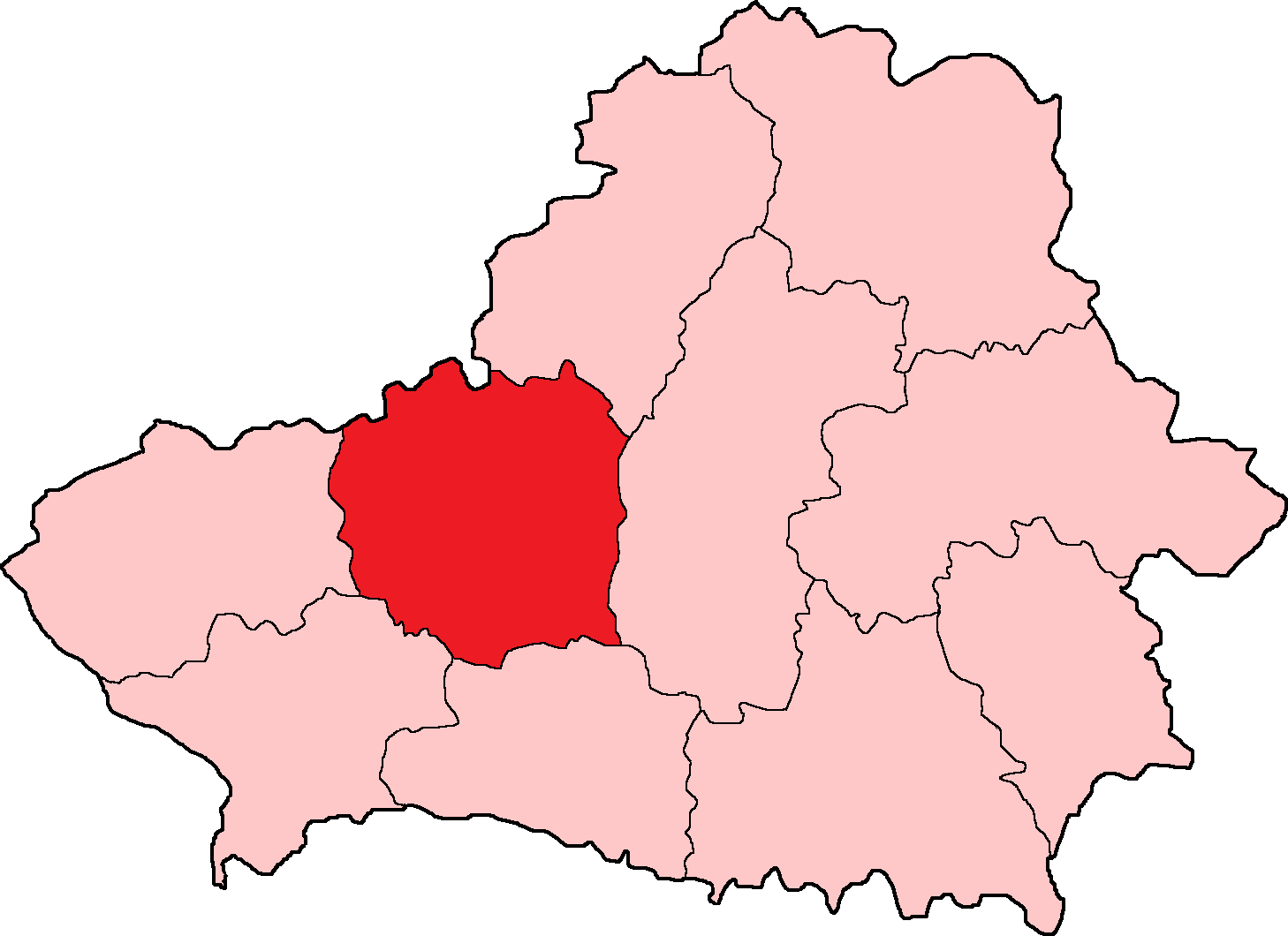
Baranavická oblast v roce 1940

Baranavická oblast se v roce 1939 skládala ze 26 rajónů:
- Bycjenský rajón (Быценскі раён) — Bycjeň (Быцень)
- Vasiliškaŭský rajón (Васілішкаўскі раён) — Васілішкі (Vasiliški)
- Valožynský rajón (Валожынскі раён) — Валожын (Valožyn)
- Voranaŭský rajón (Воранаўскі раён) — Воранава (Voranava)
- Haradziščanský rajón (Гарадзішчанскі раён) — Гарадзішча (Haradzišča)
- Dzjatlaŭský rajón (Дзятлаўскі раён) — Дзятлава (Dzjatlava)
- Žaludocký rajón (Жалудоцкі раён) — Жалудок (Žaludok)
- Zelvjenský rajón (Зэльвенскі раён) — Зэльва (Zelva)
- Ivjaněcký rajón (Івянецкі раён) — Івянец (Ivjaněc)
- Iŭjeŭský rajón (Іўеўскі раён) — Іўе (Iŭje)
- Kazloŭščynský rajón (Казлоўшчынскі раён) — Казлоўшчына (Kazloŭščyna)
- Karelický rajón (Карэліцкі раён) — Карэлічы (Kareličy)
- Kljecký rajón (Клецкі раён) — Клецак (Kljecak)
- Lidzký rajón (Лідзкі раён — Ліда (Lida)
- Ljubčanský rajón (Любчанскі раён) — Любча (Ljubča)
- Ljachavický rajón Ляхавіцкі раён) — Ляхавічы (Ljachavičy)
- Mastoŭský rajón (Мастоўскі раён) — Масты (Masty)
- Mirský rajón (Мірскі раён) — Мір (Mir)
- Navahrazdký rajón (Наваградзкі раён) — Наваградак (Navahradak)
- Navamyský rajón (Навамыскі раён) — Новая Мыш (Novaja Myš)
- Ňasvický rajón (Нясьвіскі раён) — Нясьвіж (Ňasviž)
- Radunský rajón (Радунскі раён) — Радунь (Raduň)
- Slonimský rajón (Слонімскі раён) — Слонім (Slonim)
- Staŭbcoŭský rajón (Стаўбцоўскі раён) — Стоўпцы (Stoŭbcy)
- Ščučynský rajón (Шчучынскі раён) — Шчучын (Ščučyn)
- Juraciškaŭský rajón (Юрацішкаўскі раён) — Юрацішкі (Juraciški)

### Rok 1952

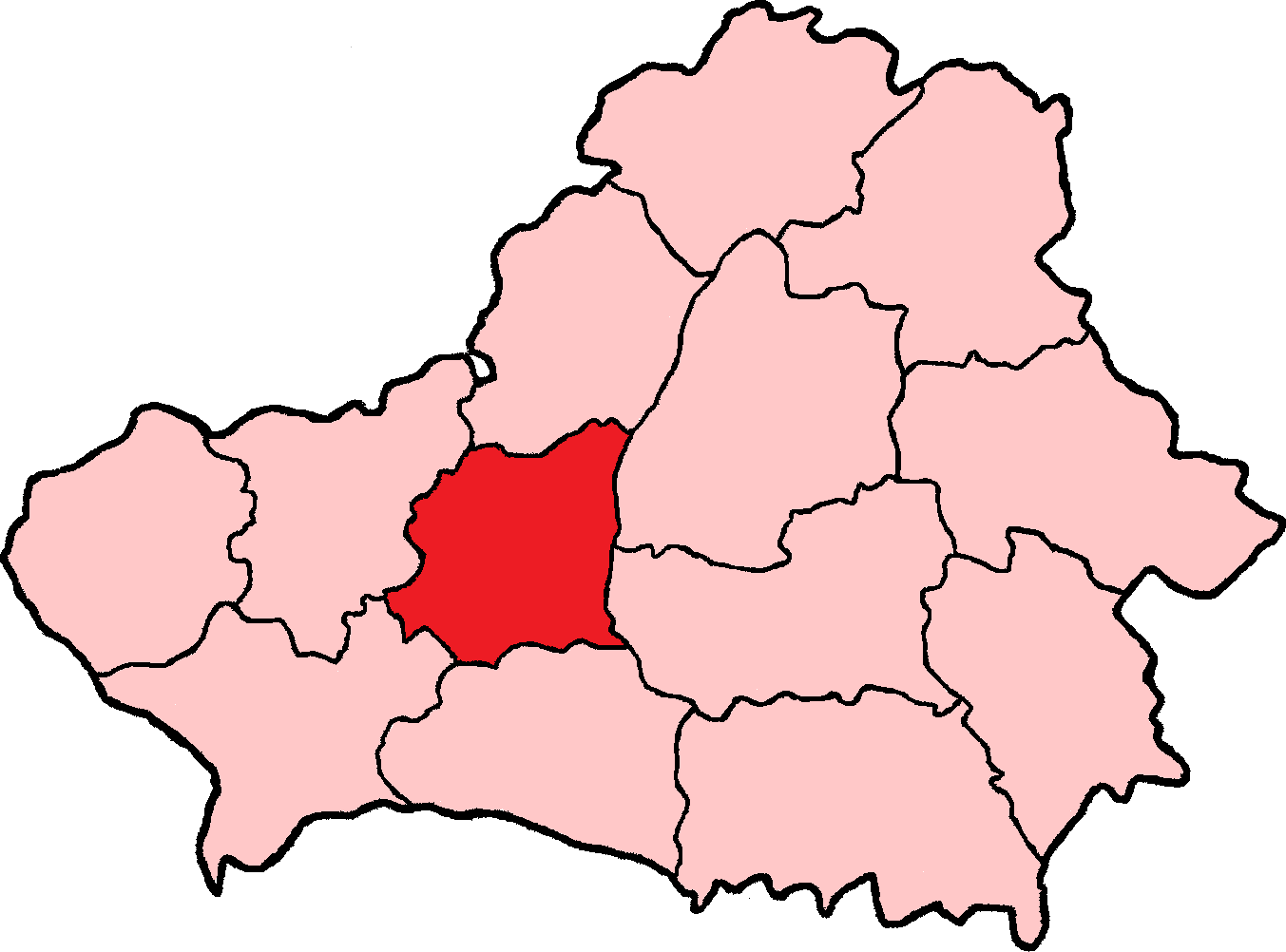
Baranavická oblast v roce 1944

V souvislostí s reorganizací Baranavické oblasti se v roce 1952 skládala ze 26 rajónů a města Baranavičy:
- Bycjenský rajón (Быценскі раён) — Bycjeň (Быцень)
- Haradziščanský rajón (Гарадзішчанскі раён) — Гарадзішча (Haradzišča)
- Dzjatlaŭský rajón (Дзятлаўскі раён) — Дзятлава (Dzjatlava)
- Ivjaněcký rajón (Івянецкі раён) — Івянец (Ivjaněc)
- Kazloŭščynský rajón (Казлоўшчынскі раён) — Казлоўшчына (Kazloŭščyna)
- Karelický rajón (Карэліцкі раён) — Карэлічы (Kareličy)
- Kljecký rajón (Клецкі раён) — Клецак (Kljecak)
- Ljubčanský rajón (Любчанскі раён) — Любча (Ljubča)
- Ljachavický rajón Ляхавіцкі раён) — Ляхавічы (Ljachavičy)
- Mirský rajón (Мірскі раён) — Мір (Mir)
- Navahrazdký rajón (Наваградзкі раён) — Наваградак (Navahradak)
- Navamyský rajón (Навамыскі раён) — Новая Мыш (Novaja Myš)
- Ňasvický rajón (Нясьвіскі раён) — Нясьвіж (Ňasviž)
- Slonimský rajón (Слонімскі раён) — Слонім (Slonim)
- Staŭpjecký rajón (Стаўпецкі раён) — Стоўпцы (Staŭpcy)

### Rok 1954
Dne 8. ledna 1954 byla oblast zrušena a administrativní rajóny byly začleněny do Brestské, Hrodenské, Minské a Maladzečněnské oblasti.